# كارل كوخ (دراج)
كارل كوش (بالألمانية: Karl Koch)‏ هو دراج ألماني، ولد في 30 يونيو 1910 في آلسفلد في ألمانيا، وتوفي في 28 يونيو 1944.

## وصلات خارجية
- كارل كوش على موقع أرشيف الدراجات (الإنجليزية)
- كارل كوش على موقع إحصائيات الدراجات الإحترافية (الإنجليزية)
- كارل كوش على موقع أوليمبيديا (الإنجليزية)